# Ciudad Administrativa (Zacatecas)

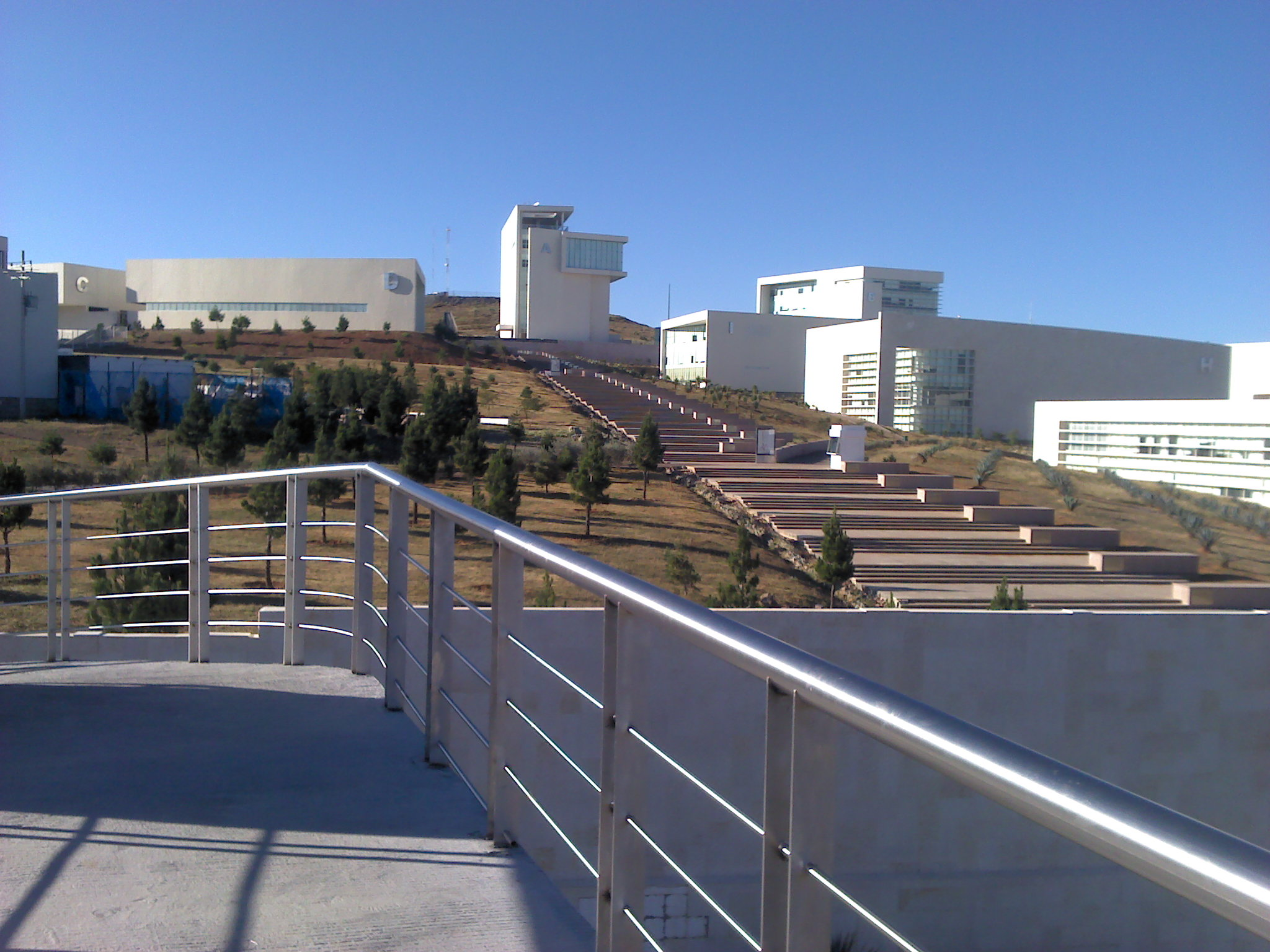
Parte de Ciudad A.

Ciudad Administrativa o Ciudad Gobierno es un complejo de edificios gubernamentales para la ciudad de Zacatecas ubicado dentro del proyecto Ciudad Argentum. Se construyó durante el sexenio de la exgobernadora Amalia García Medina. Está ubicado en el "Cerro del Gato" a las afueras de la ciudad de Zacatecas. El proyecto es un gran conjunto de edificios creados para unificar en un solo lugar todas las dependencias del Gobierno del Estado, creado para brindar un mejor servicio a la ciudadanía y para tener un lugar propio para las oficinas de Gobierno.

## Breve historia
Este proyecto se llevó a cabo debido a que el Gobierno del Estado no cuenta con edificios propios para sus diversas oficinas, es por ello que han estado rentando algunos inmuebles para las oficinas de gobierno lo cual genera un gran gasto mes a mes. Debido a esto, se pensó en crear un complejo de edificios en las afueras de la ciudad donde albergara las diferentes dependencias de gobierno, además,  de esa forma, las personas no tendrían que recorrer varios puntos de la ciudad para llevar a cabo algún trámite ya que hoy en día las oficinas de gobierno se encuentran en diversos puntos de la ciudad y para llevar a cabo un trámite se pierde mucho tiempo en el traslado de un edificio a otro, y otro punto a favor de Ciudad Administrativa es que cuenta con un gran estacionamiento.

## Infraestructura

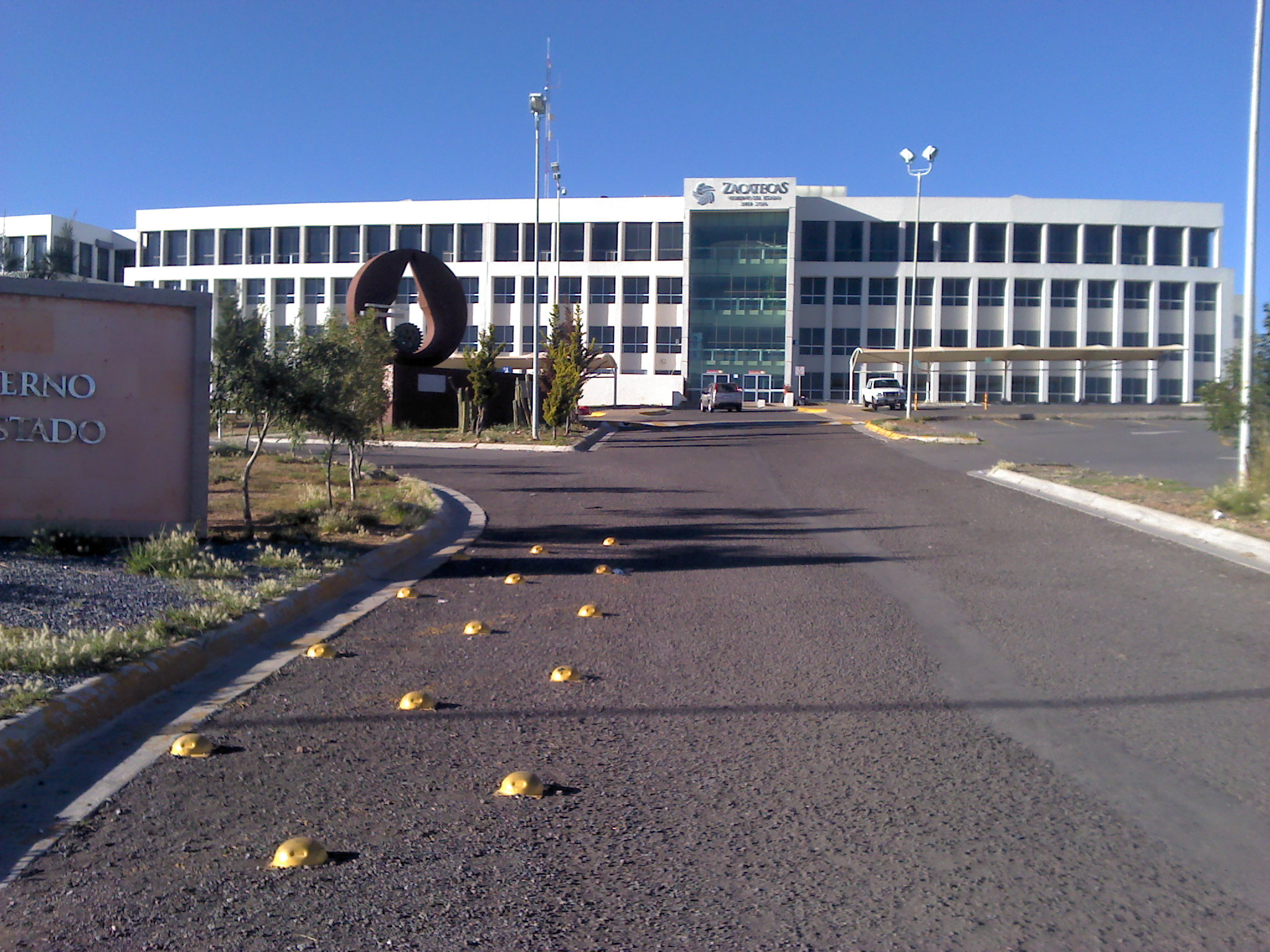
Secretaria de Finanzas

Ciudad Gobierno está ubicado en las afueras de la ciudad de Zacatecas en el llamado Cerro del Gato y está formada por los edificios de Gobierno, Seplader, Auditorio, Coordinación jurídica, Catastro, Contraloría, Desarrollo integral de la familia, Obras Públicas, Secretaría de salud, Edificios de los institutos, Edificio de estacionamiento, y teatro al aire libre, además el Edificios de Finanzas y el del Poder Judicial de la Federación  los cuales ya están en operación y formarán parte de Ciudad Gobierno.
Para llegar a la composición de los edificios se basaron en dos ejes principales y en un esquema radial el cual sigue el curso normal del cerro en el cual se encuentra ubicado el complejo. Esto dio origen a la ubicación de los edificios, los cuales también se unen según su funcionalidad. Entre los edificios se encuentran unas plazas las cuales responden a diferentes sitios históricos del Estado, las cuales se proyectaron para el esparcimiento y además para la promoción y generación del arte.
En cuanto a la forma de los edificios siguen formas geométricas, las cuales parece que se unen entre sí dando origen a formas con vanos y voladizos, llenas de grandes ventanales, terrazas y generando entre los edificios algunos muros pantalla por medio de los cuales se unen los edificios y se crean los andadores, todo ello complementado por las plazas que había mencionado anteriormente, además en el proyecto podemos encontrar algunos elementos que hacen referencia a sitios importantes como el Acueducto de Zacatecas el cual se encuentra en uno de los principales ejes rectores del proyecto.
Se pretende que a Ciudad Gobierno lleguen rutas de transporte urbano ya que se encuentra alejado del centro histórico de la ciudad, y dentro del conjunto también se proyectó un sistema de transporte interno con paradas preestablecidas. Lo anterior es importante ya que Ciudad Gobierno al estar en las afueras de la ciudad no es muy accesible a la ciudadanía acostumbrada a ir a las oficinas en algunos puntos dentro de la ciudad. Y el transporte interno sería muy bueno debido a que son grandes distancias,  caminando, entre cada uno de los edificios y con las inclemencias del tiempo no sería muy funcional, cómodo ni accesible para el usuario.
En cuanto al proyecto paisajístico dentro del complejo se optó por utilizar plantas de la región, lo cual parece acertado en cuanto al ahorro de agua y de mantenimiento. Solo que no se aprecian espacios para descansar, con sombra o para refugiarse de la lluvia a través de las grandes escalinatas y andadores dentro del complejo.

### Dependencias
| Dependencia                                    | Edificio |
| Secretaría General de Gobierno                 | A        |
| Jefatura de la Oficina del Gobernador          | A        |
| Secretaría de Administración                   | A        |
| Secretaría de Economía                         | B        |
| Secretaría de Desarrollo Social                | B        |
| Secretaría de la Función Pública               | D        |
| Secretaría de Infraestructura                  | F        |
| Secretaría de Agua y Medio Ambiente            | F        |
| Servicios de Salud de Zacatecas                | G        |
| secretaria del trabajo y prevención social     | H        |
| Coordinación General Jurídica                  | I        |
| Secretaría de las Mujeres                      | K        |
| Instituto de Selección y Capacitación          | K        |
| Subsecretaría de la Juventud                   | K        |
| Subsecretaría de las Personas con Discapacidad | K        |
| Procuraduría General de Justicia               |          |
| Secretaría de Finanzas                         |          |
| Poder Judicial de la Federación                |          |